# Razdolje (obwód tiumeński)
Razdolje (ros. Раздолье) – wieś (sieło) w Rosji, w obwodzie tiumeńskim, w rejonie armizońskim. W 2010 liczyła 208 mieszkańców.